# Sân bay Quảng Trị
Sân bay Quảng Trị hay Cảng hàng không Quảng Trị là một sân bay ở tỉnh Quảng Trị, Việt Nam. Là cảng hàng không nội địa dùng chung dân dụng và quân sự. Mục tiêu quy hoạch ban đầu là sân bay cấp 4C - sau khi điều chỉnh, nâng cấp quy mô được nâng lên cấp 4E (theo mã tiêu chuẩn của Tổ chức hàng không dân dụng quốc tế ICAO), là sân bay quân sự cấp II. Đây sẽ là sân bay thứ 2 trên cả nước được đầu tư theo phương thức đối tác công tư (PPP) sau sân bay quốc tế Vân Đồn.
Sân bay chính thức khởi công xây dựng vào ngày 15 tháng 12 năm 2023 và dự kiến hoàn thành vào năm 2026.

## Vị trí
Cảng hàng không Quảng Trị nằm tại xã Gio Quang, huyện Gio Linh, cách tỉnh lỵ Đông Hà 7 km về phía bắc, cách thành phố Huế khoảng 73 km về phía bắc, cách Sân bay Đồng Hới khoảng 93 km về phía nam theo tuyến Quốc lộ 1, cách Sân bay quốc tế Phú Bài khoảng 88 km về phía bắc theo tuyến Quốc lộ 1.. Tổng diện tích đất là 290 ha. Chủ tịch Uỷ ban nhân dân tỉnh Quảng Trị đã phê duyệt quy hoạch sân bay này. Tổng mức đầu tư dự kiến 374,787 tỷ đồng.

## Đường băng và sân đỗ
Hệ thống đường cất hạ cánh gồm một đường cất hạ cánh theo hướng 04-22; kích thước 2.400m x 45m, lề vật liệu mỗi bên rộng 7,5m. Hệ thống đường lăn gồm một đường lăn song song, chiều dài khoảng 711,5m; vị trí tim đường lăn song song cách tim đường cất hạ cánh 172,5m. Quy hoạch xây dựng hai đường lăn nối từ đường cất hạ cánh vào đường lăn song song; hai đường lăn nối từ đường lăn song song vào sân đỗ máy bay. Các đường lăn có chiều rộng 23m, lề vật liệu đường lăn mỗi bên rộng 5m. Quy hoạch sân đỗ tàu bay đáp ứng 05 vị trí code C (có khả năng tiếp nhận tàu bay code E) đáp ứng công suất khai thác 01 triệu hành khách/năm.
Tổng nhu cầu sử dụng đất của Cảng là 316,572 ha, trong đó diện tích dùng chung là 177,642 ha, diện tích đất khu hàng không dân dụng là 87,730 ha, diện tích đất khu quân sự là 51,200 ha. Nội dung Quy hoạch Cảng hàng không Quảng Trị tập trung vào quy hoạch khu bay, các công trình quản lý điều hành bay, khu phục vụ mặt đất, các công trình phụ trợ Cảng. với công suất là 01 triệu hành khách/năm và 3.100 tấn hàng hóa/năm với loại tàu bay khai thác code  C hoặc tương đương có khả năng đỗ tàu bay code E.